# SEP Architekten Bockelmann Klaus
SEP Architekten Bockelmann Klaus PartG mbB ist ein Architekturbüro in Hannover.

## Historie
Das Büro wurde 1964 mit dem ursprünglichen Namen „Storch Ehlers GbR“ von Hinrich Storch und Walter Ehlers 1964 in Hannover gegründet. 1993 kamen Reinhard W. Klaus und 2001 Martin Bockelmann als Partner hinzu, weshalb der Name des Büros in Storch Ehlers Partner geändert wurde. Ende 2011 schieden die bisherigen Inhaber Hinrich Storch und Walter Ehlers aus dem aktiven Dienst aus, ihre Stelle übernahmen die bisherigen Partner Reinhard W. Klaus und Martin Bockelmann, der Name wurde in SEP Architekten Bockelmann Klaus PartG mbB geändert.

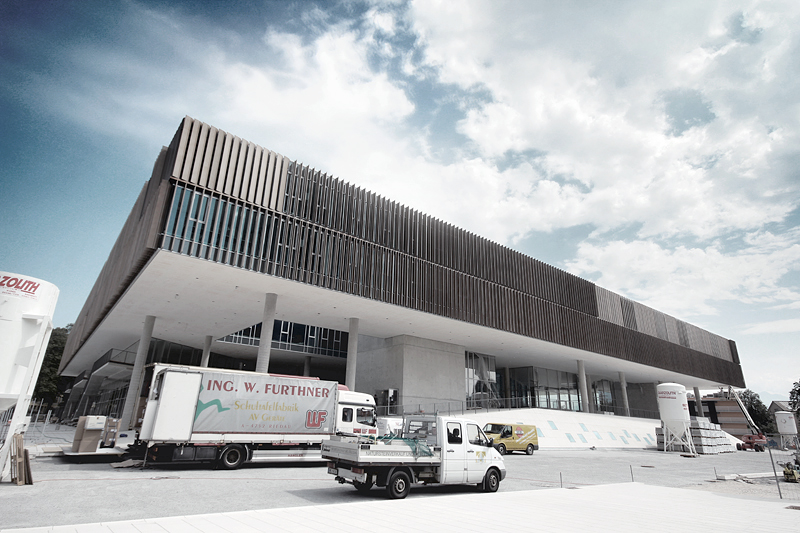
Der im Bau befindliche Uni-Park Nonntal in Salzburg.

## Realisierte Projekte (Auswahl)

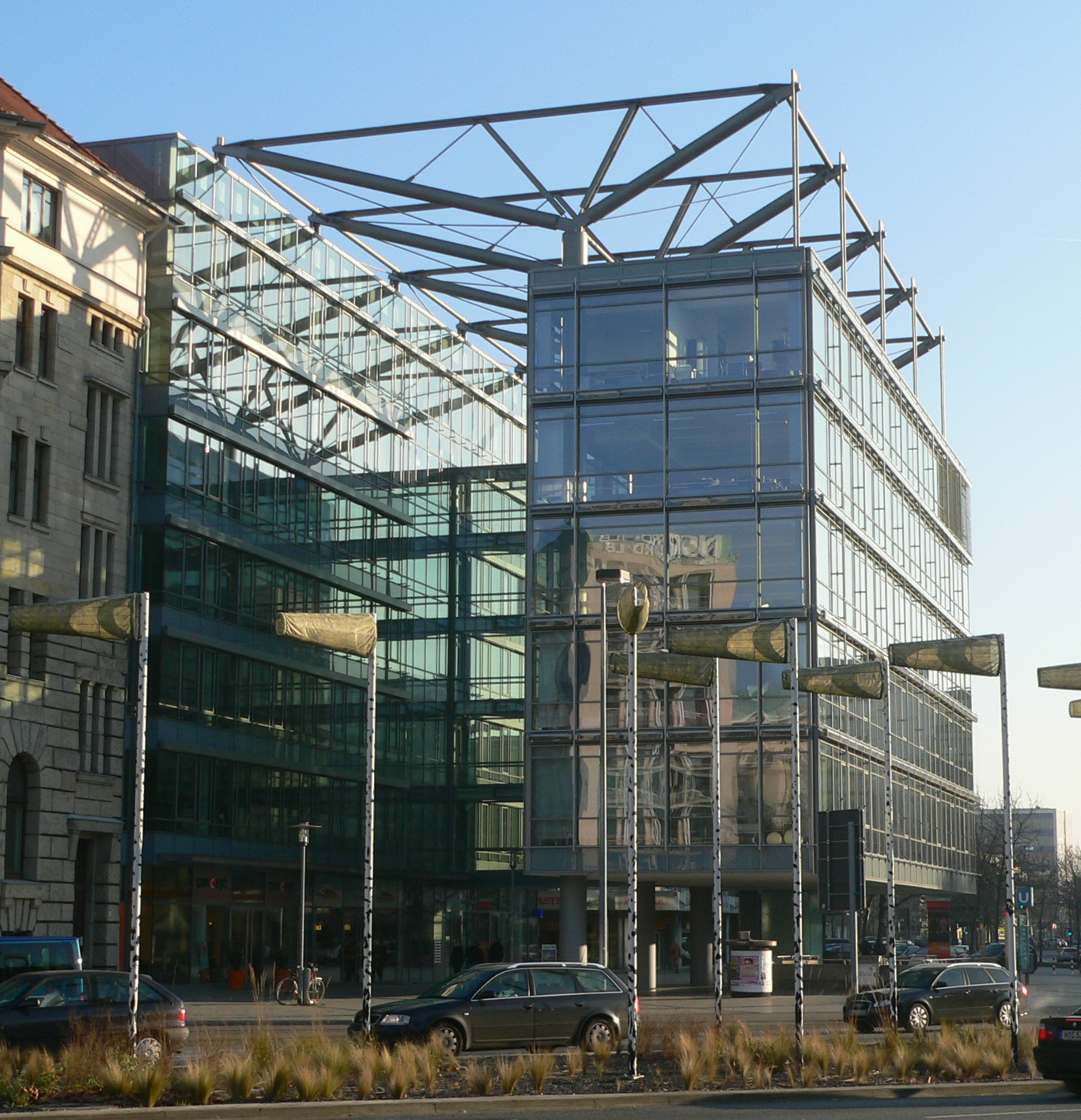
Torhaus am Aegi in Hannover

- 1974: Olympiazentrum Schilksee, Kiel[1]
- 1983–1985: Erweiterung des Landgerichts Hannover[2]
- nach 1983: Neuanlage des Platzes Am Steintor als Fußgängerzone, nachdem die dortige U-Bahn-Station fertiggestellt worden war[2]
- 1988–1989: Tagungs-Centrum Messe (TCM), markantes Tagungszentrum im Zentrum der Hannover Messe[2]
- 1990: Gaststätte und Büros Am Markte 13 in Hannover als Teil der Neubauten am Bohlendamm (diese ausgeführt durch die Firma J. Gundlach)[2]
- 1996: Tankstelle am Welfenplatz[2]
- Internationales Congress Center Dresden (Fertigstellung 2004)
- 2004–2006: Torhaus am Aegi, Hannover[2]
- Palucca Schule Dresden (Fertigstellung 2008)
- Uni-Park Nonntal Salzburg (Fertigstellung Oktober 2011)[3]
- Baggi-Disko am Raschplatz[1]

## Auszeichnungen
- BDA-Preis Schleswig-Holstein (Anerkennung) 1974 für das Olympiazentrum Kiel-Schilksee
- BDA-Preis Niedersachsen 1978 für das Schulzentrum Meinersen
- Europäischer Stahlbaupreis 1989 für das Tagungszentrum Hannover-Messe
- Architekturpreis der Zementindustrie 1995
- Architekturpreis Architektenkammer Sachsen 1995
- Sächsischer Staatspreis 1995 für die Nikolaischule Leipzig
- Holzbaupreis Neue Bundesländer 1998 für das Bildungszentrum des Einzelhandels in Neu Königsaue
- Auszeichnung des Bundesministeriums für Raumordnung, Bauwesen u. Städtebau Bundesprojekt „Wohnen in der städtebaulichen Verdichtung“ für Bohlendamm Hannover
- BDA-Preis Niedersachsen 2000[4]
- Renault Award für Traffic Design (Anerkennung) 2000 für die Tankstelle Welfenplatz Hannover
- Architekturpreis des Landes Salzburg 2012[5]
- Bauherrenpreis 2012 der Zentralvereinigung der Architekten Österreichs für den Unipark Nonntal in Salzburg[6]